# Epinecrophylla fjeldsaai
Epinecrophylla fjeldsaai là một loài chim trong họ Thamnophilidae.